# Poblat talaiòtic

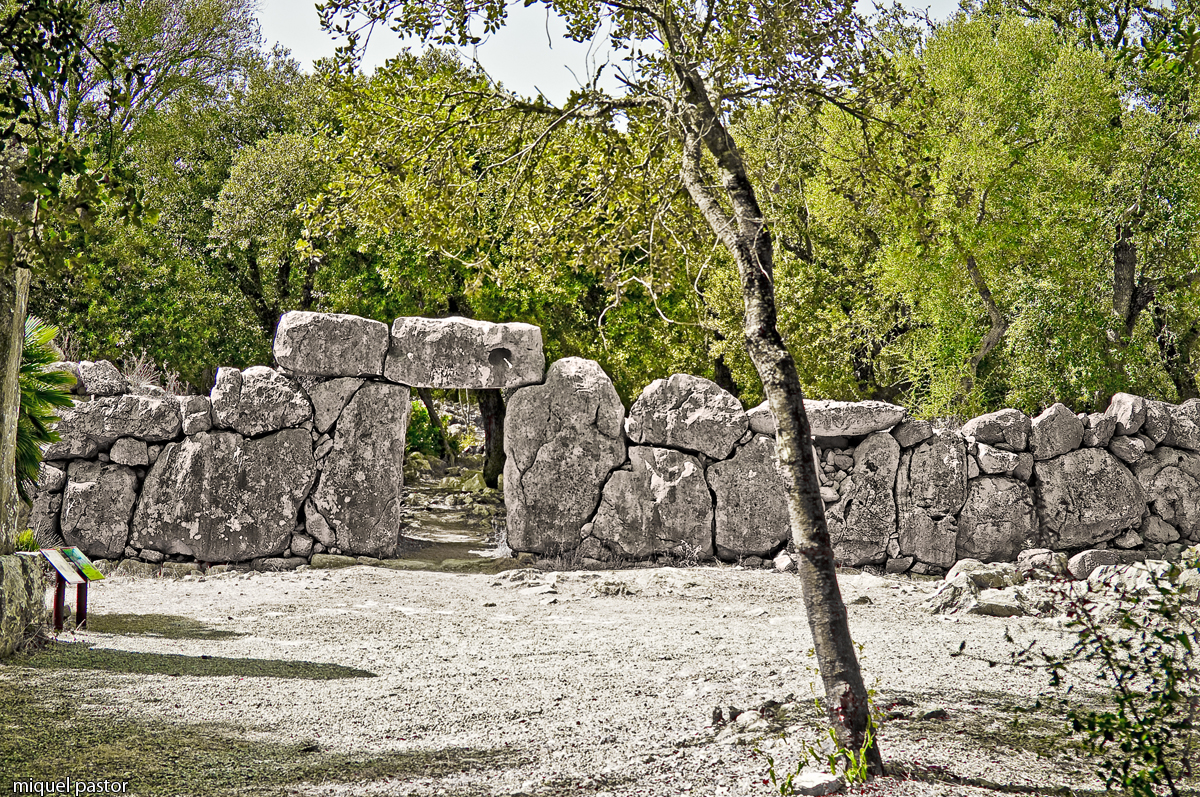
Murada del poblat talaiòtic de Ses Païsses (Artà)

El Poblat talaiòtic és una forma constructiva que es desenvolupa a Mallorca i a Menorca cap al primer mil·lenni aC. Neixen en època talaiòtica, tot i que alguns s'ubiquen a indrets ja habitats en el període pretalaiòtic, però el seu màxim desenvolupament arriba, sobretot a Menorca, durant el període posttalaiòtic. Especialment en època posttalaiòtica, els poblats solen constar d'una murada formada per blocs de pedra ciclòpia. A l'interior hi havia un talaiot o talaiots i altres habitacles de diversa estructura. Els poblats eren el centre d'activitats econòmiques i socials. També tenien una funció defensiva, de protecció dels enemics. A Menorca aquestes estructures fortificades són encara de majors proporcions que a Mallorca.

## Les tècniques constructives de les murades
En els poblats talaiòtics fortificats s'hi observen en l'edificació de les murades tres constructives diferents:
- Murada ortostàtica: grans lloses planes però de forma irregular (anomenades ortostats), col·locades de manera vertical sobre un sòcol de pedres horitzontals. Sobre aquests ortostats, s'hi posaven pedres irregulars, de cada cop més petites, i encastades en sec, que servien per augmentar l'alçada de la murada.
- Murada de peces regulars: feta amb filades formades per pedres de forma regular, treballades, col·locades de manera directa sobre el fonament o sobre el sòl, sense els ortostats.
- Murada mixta: ortostats iguals que els anteriors, però coronats amb pedres regulars mitjanes, més o menys rectangulars, col·locades en filades, també en sec.

No se sap amb certesa si les diferents tècniques mantenen una separació cronològica. Sí que sembla palès que els ortòstats corresponen als traçats originals de les murades dels diferents poblats. Es van construir en un moment proper al 800 aC, ja que aquesta és la data de la murada del poblat de ses Païsses (Artà), de moment l'única que ha estat datada. Seria factible que la part superior s'hagués coronat amb pedres irregulars i que, amb posterioritat, ja amb influències constructives púniques o romanes, s'haguessin restaurat llençols de murada amb filades de carreus regulars. Se sap que a l'època talaiòtica hi va haver més de 250 poblats a Mallorca, la qual cosa indicaria una densitat de població prou important.

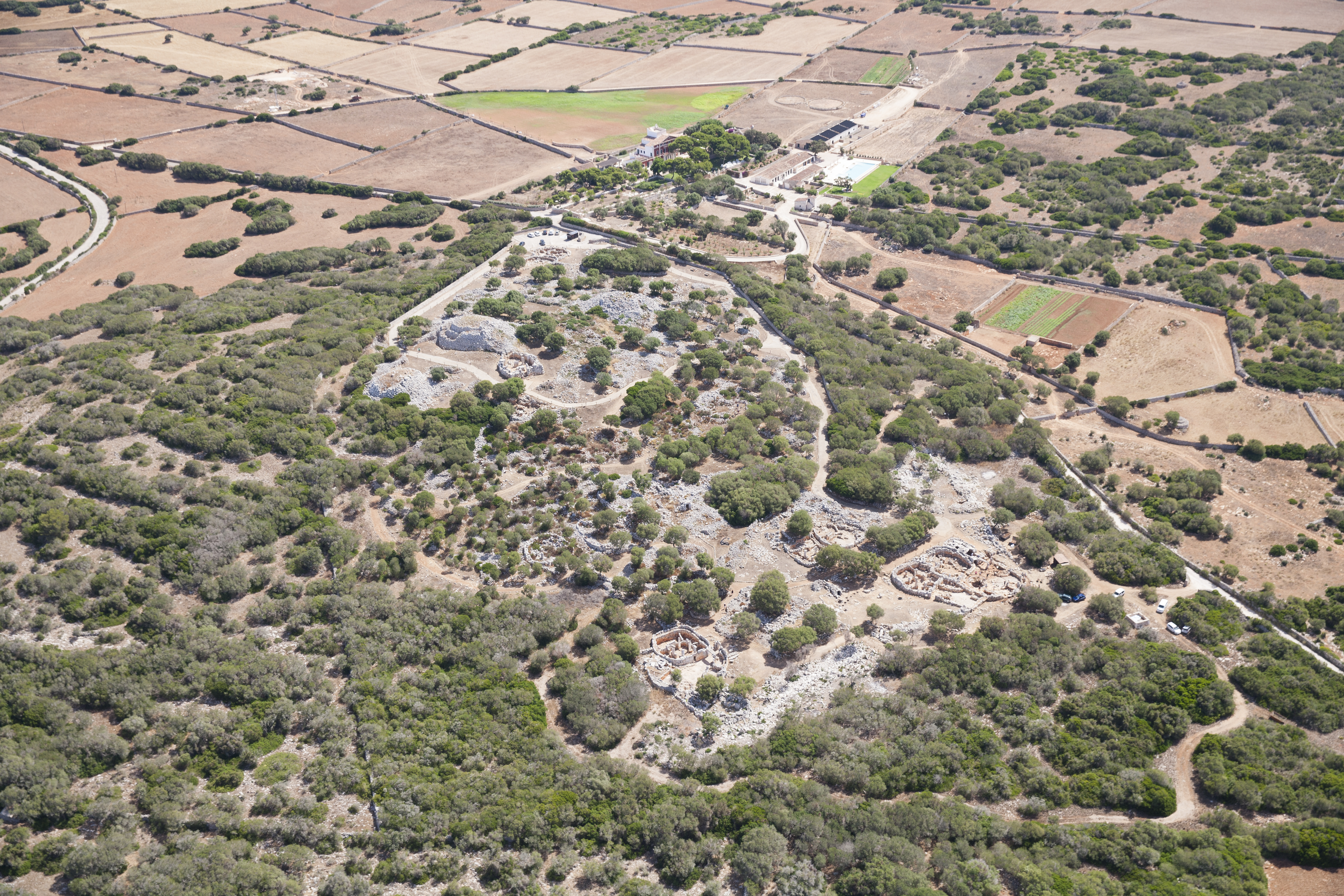
Vista aèria del poblat talaiòtic de Torre d'en Galmés (Alaior, Menorca)

## Els poblats talaiòtics a Menorca
A l'illa de Menorca el poblats presenten, a banda dels talaiots, les construccions típiques del període posttalaiòtic menorquí: els recintes de taula i els cercles d'habitació posttalaiòtics juntament amb les sales hipòstiles i els sistemes de recollida d'aigua. Pel que fa a les murades, hi ha pocs poblats menorquins on s'hi hagin identificat. Alguns sols tenen murades en certs trams i molts no en tenen cap rastre. A vegades s'observa que els habitatges més perifèrics dels poblats tenen les parets exteriors prou grosses com per fer la funció de murades defensives i fins i tot com alguns cercles d'habitació s'adosen o estan adosats a parament de murada. Sembla que les murades menorquines són més tardanes que les mallorquines, quasi sempre dels darrers segles del primer mil·lenni aC, mentre que les mallorquines quasi totes són del començament del primer mil·lenni. De tota manera aquest és un tema de debat, ja que les semblances entre les murades de les dues illes són tan evidents que es fa difícil d'acceptar un distanciament temporal molt llarg. A les murades del poblat de Son Catlar, a Menorca, s'hi veuen trams amb ortostats mentre altres trams presenten una construcció més regular, amb tendència a les filades horitzontals i, finalment, hi ha uns baluards defensius rectangulars, adossats a l'exterior de les murades, de clara influència clàssica: construïts amb pedres rectangulars disposades clarament en filades. Aquestes reformes podrien datarse de finals del segle iii aC en el context de la Segona Guerra Púnica i finalment als voltants del segle ii aC amb relació a la conquesta romana de l'illa. Sovint els poblats de Menorca són més grans i monumentals que els de Mallorca. A vegades, com en el cas de Torre d'en Gaumés, són veritables ciutats talaiòtiques, amb una extensió i monumentalitat sense parió a l'illa de Mallorca.